# Otto Bünger
Otto Bünger (* 14. März 1886 in Straßburg; † im 20. Jahrhundert) war ein deutscher Landrat.

## Leben
Otto Bünger studierte Rechts- und Staatswissenschaften an der Universität Straßburg und promovierte am 26. Februar 1912 mit der Dissertation Die Wandlungsklage beim Grundstückskauf zum Dr. jur. Im März 1913 zum Regierungsassessor in Koblenz ernannt, trat er in den Elsass-Lothringischen Justizdienst ein.
Ende März 1920 wurde er probeweise zur Bezirksregierung Koblenz abgeordnet. Dabei war er zuvor direkt nach dem Krieg aushilfsweise beim Magistrat von Schöneberg tätig.
Am 13. Oktober 1920 wurde er als Regierungsassessor in den preußischen Staatsdienst übernommen, im April 1921 zum Regierungsrat ernannt und zum 1. Dezember 1921 an das Oberpräsidium Kassel überwiesen.
Die Beauftragung mit der vertretungsweisen Verwaltung des Landratsamtes des Dillkreises folgte am 25. März 1926 mit der definitiven Anstellung zum 9. November 1926.
Zum 1. Oktober 1932 wurde Bünger Landrat des aus dem Dillkreis und dem Kreis Biedenkopf neugebildeten Landkreises Dillenburg. 
Mit der Machtübernahme der Nationalsozialisten wurde er am 18. April 1933 aus politischen Gründen beurlaubt und auf Drängen der NSDAP-Gauleitung in den „einstweiligen Ruhestand“ versetzt. Nach Thomas Klein soll Bünger „rechts eingestellt“, aber nicht Mitglied der NSDAP gewesen sein.
Im November 1934 kam er als Regierungsrat zur Bezirksregierung Merseburg, wechselte im November 1935 zum Verwaltungsgericht Merseburg (Oberverwaltungsgerichtsrat), bis er vom 1. August 1938 an als Ministerialrat im Reichsinnenministerium tätig war.